# Забыть Герострата!
«Забыть Герострата!» — пьеса Григория Горина, написанная в 1972 году.

## Персонажи
- Человек театра
- Тиссаферн — повелитель Эфеса, сатрап персидского царя.
- Клементина — его жена.
- Клеон — архонт-басилей Эфеса.
- Герострат — базарный торговец
- Крисипп — ростовщик.
- Эрита — жрица храма Артемиды
- Тюремщик
- Первый горожанин
- Второй горожанин
- Третий горожанин

## Место и время действия
Место действия — город Эфес.
Время действия — 356 год до нашей эры.

## Сюжет
Человек театра нашего времени пытается разобраться в «истоках болезни, которая впоследствии принесла горе человечеству». Для этого он наблюдает за событиями более чем двухтысячелетней давности. Он может только наблюдать, но не вмешиваться.
Базарный торговец Герострат сжигает храм Артемиды Эфесской. Его бросают в тюрьму и должны казнить на следующий день. Его презирают все за невиданное кощунство. Тем не менее ему удаётся подкупить тюремщика, чтобы тот привёл к нему в камеру его тестя, ростовщика Крисиппа. Пока тюремщик отсутствовал, в тюрьму ворвалась толпа, чтобы убить Герострата, но вовремя подоспевший архонт Клеон предотвращает самосуд и убеждает горожан в необходимости законного суда над преступником.
Оставшись один на один с Клеоном, Герострат рассказывает ему свою историю и объясняет истинную цель своего поступка: он хотел прославиться как человек, бросивший вызов богам. Герострат уверен, что теперь его имя не забудется, и что вскоре горожане его полюбят.
После ухода Клеона к Герострату приходит его бывший тесть Крисипп. Герострат обещает ему вернуть давний долг, но денег у Герострата нет. Вместо денег он отдаёт Крисиппу свою рукопись — «мемуары человека, поджёгшего самый великий храм в мире», содержащую жизнеописание Герострата, его стихи и философию. Герострат предлагает Крисиппу размножить эту рукопись и продавать. За неё он хочет денег, причём значительно больше суммы долга. После торга они договариваются на сумму в 500 драхм. Эти деньги Герострат через тюремщика передаёт в харчевню Дионисия, где собираются все пьяницы Эфеса, им на пропой.
Тем временем правитель Эфеса и сатрап персидского царя Тиссаферн обсуждает с Клеоном и своей женой Клементиной, что же случилось и как поступать дальше. Клеон уверяет Тиссаферна, что Герострат сжёг храм, дабы увековечить своё имя. Клементина же выдвигает более романтическую теорию о том, что храм был сожжён во имя неразделённой любви. Она даже завидует этой женщине, поскольку ей самой очень хочется оставить свой след в истории. С этой целью она наводнила своё жилище летописцами, записывающими каждое действие Тиссаферна. («Эти историки и поэты так и шныряют по двору, так и смотрят, чего бы описать и запечатлеть», — жалуется Тиссаферн).
К Тиссаферну приходит Эрита, жрица храма Артемиды. Она рыдает, проклиная и Герострата, и эфесцев, и всё человечество. Клеон назначает суд на следующий день, причём он не желает делать из казни зрелище, дабы не льстить честолюбию преступника. Но Эрита неожиданно объявляет, что она против наказания Герострата людьми, а покарать его должна Артемида. С целью выяснить, действительно ли это так, она послала гонца к Дельфийскому оракулу. Эрита просит отложить решение на месяц, пока не вернётся гонец. Клеон против. Тиссаферн, не зная, как поступить, решает прибегнуть к голосованию. За немедленную казнь Клеон и Клементина, за отсрочку — Эрита. Но ситуация меняется, когда Клементина узнаёт, что Герострат молод и хорош собой. Она тоже голосует за отсрочку. Намечается спор. Тиссаферн не может принять решения.
К Герострату вернулся пьяный тюремщик и рассказал, что пьяницы Эфеса возмущены поступком Герострата. Но, поспорив, что же делать с деньгами (Утопить в нужнике? Или всё-таки пропить?), решают их пропить. Выполнив задуманное, они решают, что Герострат — мерзавец, каких мало, но всё-таки в нём есть что-то человеческое.
Также тюремщик сообщает, что несколько человек ждут свидания с Геростратом, в том числе какая-то женщина, которая закрыла своё лицо. Герострат велит привести сначала женщину и, заплатив тюремщику, требует оставить их наедине. Этой женщиной оказывается Клементина. Она решила проверить свою версию о том, что Герострат сжёг храм из-за любви, и была очень огорчена, когда выяснила, что мотив Герострата не имел с её идеалом ничего общего. Герострат понимает причину её гнева и говорит, что любит её. Да, он не скрывает, что это — неправда, но кого интересует правда? Он тут же создаёт легенду, по которой он сжёг храм именно из-за любви к Клементине. И он во время казни публично объявит об этом. За это он требует любви Клементины. Человек театра, несмотря на свои правила невмешательства, пытается остановить Клементину, на что Герострат угрожает назвать имя другой женщины. Пришедшего вдруг тюремщика Клементина запугивает, после чего Клементина с Геростратом удаляются.
Человек театра «вынужден объявить антракт»
Уже двадцать дней прошло с тех пор, как Герострат сжёг храм. И Герострат всё ещё жив и здоров.
Суд. Двое горожан притаскивают третьего. Это те самые горожане, что двадцать дней назад пытались убить Герострата. Сейчас ситуация поменялась. Третий горожанин хотел поджечь городской театр, а первые два схватили его. Суд назначается на следующий день, но третий горожанин, истерично восхищаясь «сыном богов» Геростратом и его «подвигом», грозит Клеону новым порядком и отказывается верить в возможность правосудия. После того, как его увели, второй горожанин рассказал Клеону о возникающем культе Герострата, о том, что в харчевне Дионисия каждый день пьяницы Эфеса пьют на деньги Герострата и славят его. Второй горожанин просит Клеона пустить его в тюрьму, дабы убить Герострата, не дожидаясь суда. Клеон отказывает, мотивируя тем, что тогда второго горожанина казнят как убийцу, но второй горожанин готов пойти на эту жертву, чтобы спасти свой город. Клеон всё же настаивает, чтобы всё было по закону.
Клеон делится с человеком театра своими наблюдениями. Он утверждает, что Герострат не философ, и вся его программа заключается в бездарных словах: «Делай что хочешь, богов не боясь и с людьми не считаясь! Этим ты славу добудешь себе и покорность!» Человек театра предупреждает Клеона об опасности таких идей.
Тем временем к Клеону привели тюремщика. Не выдержав угроз пытками, тюремщик рассказал Клеону, что к Герострату приходил Крисипп и ещё один человек. В этот момент в суд приходит Клементина, и тюремщик, желая показать ей, что он её не назвал, выдаёт её. Клеон прогоняет тюремщика и начинает допрос Клементины. Клементина рассказывает, что Герострат действительно сжёг храм из любви, причём к ней. Клеон же понимает, что Герострат не мог выдумать такую легенду, что это было придумано с подсказки самой Клементины. И Клеон требует у Клементины назвать цену, которую она заплатила Герострату за принятие легенды. Клементина отказывается отвечать. Тогда Клеон арестовывает Клементину и сообщает ей, что правду он узнает от тюремщика.
Приходит вызванный в суд Крисипп. Его обвиняют в незаконной продаже сочинений Герострата, но Крисипп утверждает, что продавал эти свитки только до выхода закона, а потом уничтожил все остатки. Клеон грозит ему обыском. Крисипп спокойно отдаёт Клеону ключи от складов. Клеон понимает, что свитки спрятаны в другом месте. Надавив на Крисиппа, Клеон понимает, что свитки спрятаны в гинекее. В ответ, Крисипп заявляет, что хочет сделать чистосердечное признание и рассказывает, что некий знатный человек заказал ему пятнадцать папирусов. Клеон настаивает, чтобы Крисипп назвал имя заказчика. В этот момент в зал входит Тиссаферн, и Крисипп указывает на него. Клеон прогоняет Крисиппа.
Тиссаферн особо и не скрывает, что заказал папирусы для себя и ещё нескольких правителей и «уважаемых людей». Он не считает, что нарушил закон, так как сам этот закон и издал. И в этом нет никакого дурного примера, поскольку всё происходит в тайне. Клеон сообщает Тиссаферну об аресте Клементины по обвинению в сговоре с Геростратом. Клеон уверяет Тиссаферна, что Клементина не отрицала факта посещения Герострата. Кроме того, есть тюремщик Герострата, который может подтвердить её слова. Приводят Клементину. Та отказывается от своих слов, утверждая, что никогда не была у Герострата. Тиссаферн крайне раздражён и огорчён тем, что ему лжёт либо его жена, либо его друг. Зовут тюремщика, но оказывается, что тот убит. Клеон подозревает Клементину или Тиссаферна. Клементина обвиняет в этом Клеона и уходит с Тиссаферном. Оставшись в одиночестве, Клеон просит человека театра вернуть ему нож.
Клеон назначает себя тюремщиком Герострата, чем вызывает восторг последнего и подтверждает правильность его расчётов. Тиссаферн посещает Герострата в тюрьме, чтобы узнать правду об отношениях его жены и преступника. Герострат заявляет, что Клементина влюбилась в него, и предлагает Тиссаферну сделку: правитель освободит и приблизит к себе Герострата, а тот наведёт порядок в городе и пресечёт все слухи о своих отношениях с Клементиной. Тиссаферн косвенно признаётся в убийстве тюремщика и даёт Герострату кинжал, чтобы тот убил Клеона.
Тиссаферн уходит, а Клеон пытается выяснить у Герострата о чём шёл разговор. Но Герострат отказывается что-либо говорить, и Клеон обращается со своим вопросом к Человеку театра. В этот момент Герострат пытается нанести Клеону смертельный удар сзади, но Человек театра предупреждает архонта и отдаёт ему кинжал.
В схватке Клеон убивает Герострата. Слышится песня каменщиков, которые восстанавливают храм Артемиды. Человек театра просит вспомнить имена строителей, но Клеон не помнит ни одного.

## Постановки
- 1972 — Академический драматический театр имени В. Ф. Комиссаржевской (Ленинград).
- 1972 — Центральный академический театр Советской армии (Москва), постановка Александра Шатрина
- 1974 — Камчатский областной театр драмы и комедии (Петропавловск-Камчатский).
- 1975 — Сатирический театр ДК УПИ (Екатеринбург), постановка Николая Стуликова.
- 1976 — Ереванский драматический театр, постановка Армена Хандикяна.
- 1990 — Всероссийский государственный институт кинематографии имени С. А. Герасимова (Москва), роль Клеона — актёр театра и кино Ильгар Гасанов[4][5].
- 1991 — Шадринский драматический театр, постановка Юрия Фараджулаева[6].
- 2003 — Норильский Заполярный театр драмы имени Вл. Маяковского, режиссёр — народный артист России Александр Зыков[7].
- 2006 — Театр Дождей (Санкт-Петербург), постановка Натальи Никитиной.
- 2009 — Молодежный театр на Фонтанке (Санкт-Петербург), постановка Владимира Маслакова.
- 2011 — Содружество актеров Таганки (Москва), постановка Екатерины Королёвой.
- 2011 — Стерлитамакский русский драматический театр.
- 2012 — «Самарская площадь», постановка – Евгения Дробышева[8].
- 2012 — Муниципальный театр «Эрмитаж» (Тула), постановка Игоря Небольсина.
- 2012 — Харьковский русский драматический театр имени Пушкина, постановка Анатолия Вецнера.
- 2013 - Драматический театр Черноморского Флота РФ им. Б. Лавренева, режиссер-постановщик Ю. Гранатов
- 2013 - Крымский академический театр имени М. Горького (Симферополь) — постановка Виктора Навроцкого.
- 2013 — Томский областной театр драмы, постановка Александра Загораева.
- 2013 — Государственный русский драматический театр Республики Мордовия (Саранск), постановка Урсулы Макаровой.
- 2013 — Белгородский государственный академический драматический театр имени М. С. Щепкина, постановка Юрия Иоффе.
- 2015 — Азербайджанский государственный академический национальный драматический театр (Баку) — постановка Мехрибан Алекпперзаде.
- 2020 — Российский государственный академический театр драмы имени Ф. Волкова (Ярославль), режиссёр-постановщик Сергей Пускепалис [9].
- 2023 — Тульский академический театр драмы, режиссёр-постановщик Алексей Доронин[источник не указан 564 дня].